# Брэндле, Даниэль
Даниэль Брэндле (нем. Daniel Brändle; 23 января 1992) — лихтенштейнский и швейцарский футболист, выступавший на позиции полузащитника.

## Карьера

### Клубная карьера
Брэндле воспитанник лихтенштейнского клуба «Бальцерс». В 2012 году подписал контракт с швейцарским клубом «Берн». В 2014 году перешёл в «Мюнзинген». В 2016 году подписал контракт с мальтийским клубом «Сент-Эндрюс», выступающим в Мальтийской Премьер лиге. В 2017 году вернулся в «Бальцерс» спустя 5 лет после ухода из клуба в «Берн». В 2018 году подписал контракт с немецким клубом «Пуллах», выступающим в Оберлиге Германии, 5 дивизионе.

### Карьера в сборной
21 мая 2014 года дебютировал в сборной Лихтенштейна в матче против национальной сборной Беларуси, заменив Сейхана Йылдыза на 83-й минуте. Матч завершился разгромным поражением со счётом 1:5.